# 晾衫竹
晾衫竹（学名：Sinobambusa intermedia）为禾本科唐竹属下的一个种。其种加词“intermedia”意为“中间的”。